# Jekatierina Tudiegieszewa
Jekatierina Nikołajewna Tudiegieszewa (ros. Екатерина Николаевна Тудегешева, ur. 30 października 1987 w Rostowie nad Donem) – rosyjska snowboardzistka, czterokrotna medalistka mistrzostw świata oraz zdobywczyni Pucharu Świata.

## Kariera
Po raz pierwszy na arenie międzynarodowej pojawiła się 6 stycznia 2003 roku w Bad Gastein, gdzie w zawodach FIS Race zajęła 26. miejsce w slalomie równoległym. W marcu 2003 roku wystartowała na mistrzostwach świata juniorów w Prato Nevoso, zajmując ósme miejsce w snowcrossie. Na rozgrywanych trzy lata później mistrzostwach świata juniorów w Vivaldi Park wywalczyła w złoty medal w gigancie równoległym. Ponadto zwyciężyła w gigancie, a w slalomie zajęła drugie miejsce podczas mistrzostw świata juniorów w Bad Gastein w 2007 roku.
W zawodach Pucharu Świata zadebiutowała 25 stycznia 2003 roku w Berchtesgaden, zajmując 29. miejsce w snowcrossie. Tym samym już w swoim debiucie wywalczyła pierwsze pucharowe punkty. Pierwszy raz na podium zawodów tego cyklu stanęła 13 grudnia 2006 roku w Marebbe, kończąc rywalizację gigancie równoległym na drugiej pozycji. W zawodach tych rozdzieliła Włoszkę Isabellę Dal Balcon i Niemkę Isabellę Laböck. Najlepsze wyniki w Pucharze Świata osiągnęła w sezonie 2010/2011, kiedy to zdobyła Kryształową Kulę za klasyfikację generalną i Małą Kryształową Kulę za klasyfikację PAR. Ponadto w sezonie 2017/2018 zwyciężyła w klasyfikacji PSL, a w sezonie 2015/2016 była druga w klasyfikacji PAR oraz klasyfikacjach PGS i PSL.
W 2007 roku zdobyła złoty medal w gigancie równoległym podczas mistrzostw świata w Arosie. Na rozgrywanych dwa lata później mistrzostwach świata w Gangwon wywalczyła brązowy medal w slalomie równoległym, przegrywając tylko z Fränzi Mägert-Kohli ze Szwajcarii i Austriaczką Doris Günther. Następnie zwyciężyła w tej konkurencji na mistrzostwach świata w Stoneham w 2013 roku. Ponadto zajęła trzecie miejsce w gigancie równoległym podczas mistrzostw świata w Sierra Nevada w 2017 roku. Tym razem lepsze okazały się Czeszka Ester Ledecká i Patrizia Kummer ze Szwajcarii. W 2006 roku wystąpiła na igrzyskach olimpijskich w Turynie, gdzie była szósta w gigancie równoległym. Na rozgrywanych cztery lata później igrzyskach w Vancouver była w tej konkurencji dziesiąta. Brała również udział w obu konkurencjach równoległych podczas igrzysk olimpijskich w Soczi w 2014 roku, jednak plasowała się w drugiej dziesiątce.

## Osiągnięcia

### Igrzyska olimpijskie
| Miejsce | Dzień     | Rok  | Miejscowość | Konkurencja       | Zwyciężczyni        |
| ------- | --------- | ---- | ----------- | ----------------- | ------------------- |
| 5.      | 23 lutego | 2006 | Turyn       | Gigant równoległy | Daniela Meuli       |
| 10.     | 26 lutego | 2010 | Vancouver   | Gigant równoległy | Nicolien Sauerbreij |
| 15.     | 19 lutego | 2014 | Soczi       | Gigant Równoległy | Patrizia Kummer     |
| 16.     | 22 lutego | 2014 | Soczi       | Slalom Równoległy | Julia Dujmovits     |
| 14.     | 24 lutego | 2018 | Pjongczang  | Gigant Równoległy | Ester Ledecká       |

### Mistrzostwa świata
| Miejsce | Dzień       | Rok  | Miejscowość   | Konkurencja       | Zwyciężczyni         |
| ------- | ----------- | ---- | ------------- | ----------------- | -------------------- |
| 35.     | 13 stycznia | 2003 | Kreischberg   | Gigant równoległy | Ursula Bruhin        |
| 37.     | 15 stycznia | 2003 | Kreischberg   | Slalom równoległy | Isabelle Blanc       |
| 16.     | 19 stycznia | 2003 | Kreischberg   | Snowboardcross    | Karine Ruby          |
| DNF     | 16 stycznia | 2005 | Whistler      | Snowboardcross    | Lindsey Jacobellis   |
| 4.      | 18 stycznia | 2005 | Whistler      | Gigant równoległy | Manuela Riegler      |
| DSQ     | 19 stycznia | 2005 | Whistler      | Slalom równoległy | Daniela Meuli        |
| 1.      | 16 stycznia | 2007 | Arosa         | Gigant równoległy | –                    |
| 5.      | 17 stycznia | 2007 | Arosa         | Slalom równoległy | Heidi Neururer       |
| 5.      | 20 stycznia | 2009 | Gangwon       | Gigant równoległy | Marion Kreiner       |
| 3.      | 21 stycznia | 2009 | Gangwon       | Slalom równoległy | Fränzi Mägert-Kohli  |
| 6.      | 19 stycznia | 2011 | La Molina     | Gigant równoległy | Alona Zawarzina      |
| 5.      | 21 stycznia | 2011 | La Molina     | Slalom równoległy | Hilde-Katrine Engeli |
| 11.     | 25 stycznia | 2013 | Stoneham      | Gigant równoległy | Isabella Laböck      |
| 1.      | 27 stycznia | 2013 | Stoneham      | Slalom równoległy | –                    |
| 8.      | 22 stycznia | 2015 | Kreischberg   | Slalom równoległy | Ester Ledecká        |
| 9.      | 23 stycznia | 2015 | Kreischberg   | Gigant równoległy | Claudia Riegler      |
| 11.     | 15 marca    | 2017 | Sierra Nevada | Slalom równoległy | Daniela Ulbing       |
| 3.      | 16 marca    | 2017 | Sierra Nevada | Gigant równoległy | Ester Ledecká        |

### Puchar Świata

#### Miejsca w klasyfikacji generalnej
- sezon 2002/2003: –
- sezon 2003/2004: 23.
- sezon 2004/2005: –
- sezon 2005/2006: 59.
- sezon 2006/2007: 11.
- sezon 2007/2008: 19.
- sezon 2008/2009: 43.
- sezon 2009/2010: 8.
- sezon 2010/2011: 1.
- sezon 2011/2012: 5.
- sezon 2012/2013: 4.
- sezon 2013/2014: 4.
- sezon 2014/2015: 21.
- sezon 2015/2016: 2.
- sezon 2016/2017: 11.
- sezon 2017/2018: 5.

#### Zwycięstwa w zawodach
1. Bad Gastein – 20 grudnia 2006 (slalom równoległy)
2. Nendaz – 17 stycznia 2010 (gigant równoległy)
3. La Molina – 21 marca 2010 (gigant równoległy)
4. Landgraaf – 10 października 2010 (gigant równoległy)
5. Limone Piemonte – 10 grudnia 2010 (gigant równoległy)
6. Bad Gastein – 9 stycznia 2011 (slalom równoległy)
7. Stoneham – 20 lutego 2011 (gigant równoległy)
8. Moskwa – 5 marca 2011 (slalom równoległy)
9. Valmalenco – 19 marca 2011 (gigant równoległy)
10. Stoneham – 22 lutego 2012 (gigant równoległy)
11. Rogla – 8 lutego 2013 (gigant równoległy)
12. Bad Gastein – 8 stycznia 2016 (slalom równoległy)

#### Pozostałe miejsca na podium w zawodach
1. San Vigilio di Marebbe – 13 grudnia 2006 (gigant równoległy) – 2. miejsce
2. Limone Piemonte – 8 grudnia 2007 (gigant równoległy) – 2. miejsce
3. Gujō – 24 lutego 2008 (gigant równoległy) – 3. miejsce
4. Stoneham – 8 marca 2008 (gigant równoległy) – 2. miejsce
5. Telluride – 16 grudnia 2010 (gigant równoległy) – 3. miejsce
6. Arosa – 27 marca 2011 (gigant równoległy) – 2. miejsce
7. Landgraaf – 13 października 2011 (slalom równoległy) – 2. miejsce
8. Jauerling – 13 stycznia 2012 (slalom równoległy) – 2. miejsce
9. Sudelfeld – 28 stycznia 2012 (gigant równoległy) – 3. miejsce
10. Moskwa – 23 lutego 2013 (slalom równoległy) – 3. miejsce
11. Carezza – 13 grudnia 2013 (gigant równoległy) – 3. miejsce
12. Carezza – 14 grudnia 2013 (slalom równoległy) – 2. miejsce
13. Carezza – 12 grudnia 2015 (gigant równoległy) – 3.miejsce
14. Rogla – 23 stycznia 2016 (gigant równoległy) – 3. miejsce
15. Bad Gastein – 12 stycznia 2018 (slalom równoległy) – 2. miejsce

- W sumie (12 zwycięstw, 8 drugich i 7 trzecich miejsc)